# Autorité de régulation des télécommunications/TIC de Côte d'Ivoire
L'Autorité de régulation des télécommunications/TIC de Côte d'Ivoire, en abrégé ARTCI est l'organisme public chargé de la régulation du secteur des télécommunications et des technologies de l'information et de la communication en Côte d'Ivoire.

## Histoire
Créée par l'ordonnance nº 2012-293 du 21 mars 2012, l'Autorité de régulation des télécommunications/TIC de Côte d'Ivoire (ARTCI) résulte de la fusion du Conseil des télécommunications de Côte d'Ivoire (CTCI) et de l' Agence des Télécommunications de Côte d'Ivoire (ATCI). Elle a été instituée en tant qu'autorité administrative indépendante, disposant de la personnalité juridique et de l'autonomie financière, afin d'assurer la régulation du secteur des télécommunications et des technologies de l'information en Côte d'Ivoire. 
L'ordonnance de 2012 sur les télécoms et les TIC en Côte d'Ivoire vise à adapter le cadre juridique au dynamisme du secteur et aux normes communautaires. Elle crée trois nouvelles entités, à savoir ARTCI, ANSUT et AIGF introduisant ainsi la neutralité technologique.

## Organisation
L'ARTCI est dotée d'un conseil de régulation et d'une direction générale.

### Le conseil de régulation
Le conseil de régulation est un organe collégial chargé d'exécuter les missions de régulation dévolues à l'ARTCI. Il est composé de sept membres dont un président, tous nommés par décret pris en Conseil des ministres, sur proposition du ministère de tutelle. Les membres du conseil de régulation sont nommés pour un mandat de six ans, non renouvelable. Le président actuel est Coty Souleïmane Diakité.

### La direction générale de l'ARTCI
Le directeur général est nommé par décret pris en Conseil des ministres, sur proposition du ministre de tutelle, pour un mandat de quatre ans, renouvelable une seule fois. Il élabore et soumet à l'approbation du conseil de régulation les plans d'actions stratégiques de l'ARTCI, conformément aux objectifs à court, moyen et long terme fixés par le conseil.

### Liste des directeurs
- Lakoun Ouattara, directeur actuel, nommé le 17 janvier 2025[5].
- Namahoua Touré Bamba avait été nommée le 13 avril 2022, puis démise de ses fonctions le 20 novembre 2024[6].
- Sanogo Bassoumarifou a assuré l'intérim du poste de directeur général de l'ARTCI du 30 juin 2021 jusqu'à la nomination de Namahoua Touré Bamba. Il avait succédé à Bilé Diéméleou[7].
- Bilé Diéméléou ancien directeur général de l'ARTCI, suspendu suite à des enquêtes sur la gouvernance.

### Administration
L'Autorité de régulation des télécommunications/TIC de Côte d'Ivoire (ARTCI) dispose d'une structure organisationnelle complexe avec des responsabilités clairement définies pour assurer ses missions de régulation dans divers domaines.

## Nature juridique
L’ARTCI est une autorité administrative indépendante. À ce titre, elle fait partie de l’État ivoirien, tout en étant indépendante du gouvernement.

### Missions
Les missions de régulation sont exercées par l'ARTCI de façon indépendante, impartiale et transparente. À cet effet, elle dispose de pouvoirs étendus. 

## Budget et effectif
Les ressources budgétaires réalisées par l’ARTCI du 1er janvier au 31 décembre 2023 sont d’environ 30 milliards de francs CFA. En cette même année 2023, elle compte 219 agents.

## ARTCI et le mobile money
Le marché du mobile money connait une croissance rapide en Côte d'Ivoire, contribuant à l'inclusion financière. Mais l'ARTCI ne régule pas la tarification du mobile money ou les services financiers numériques. La Côte d'Ivoire faisant partie de l'espace de l'Union économique et monétaire ouest-africaine (UEMOA), les services de mobile money sont régis par l'instruction Nº008-05-2015 de la Banque centrale des états de l'Afrique de l'Ouest (BCEAO), et non par l'ARTCI.

## Partenariats
Elle collabore avec des institutions comme :
- Union internationale des télécommunications (UIT)
- Smart Africa Alliance[10]